# Alebor Group
Alebor Group — українська група компаній, що працює на зерновому ринку. Займається зберіганням і транспортуванням зернових, зернотрейдерством.

## Історія
- 2009 рік — на базі колишньої бази райспоживспілки в Христинівці Черкаської області створено та введено в експлуатацію Христинівське хлібоприймальне підприємство.
- 2013 рік — створено транспортну компанію «Болеко», об'єднану в одну групу компаній з Христинівським ХПП.
- 2014 рік — група компаній отримала назву «Alebor Group». Введено в експлуатацію Вороновицьке ХПП у селі Вороновиця Вінницької області.
- 2015 рік — до групи компаній ввійшла будівельна компанія «Alebor Real Estate».
- 2017 рік — розпочато будівництво Чесного ХПП у м. Балта Одеської області.

## Структура
- Христинівське хлібоприймальне підприємство (Черкаська область, залізнична станція Христинівка). Дозволяє зберігати 74 тис. тон зернових.[3][4]
- Вороновицьке хлібоприймальне підприємство (смт. Вороновиця, Вінницька область), дозволяє зберігати 104 тис. тонн.
- Чесне хлібоприймальне підприємство (м. Балта, Одеська область), дозволяє зберігати 27.5 тис. тонн.[5]
- Транспортна компанія «Болеко» (смт Маньківка, Черкаська область) складається з 60 високотоннажних автомобілів «MAN» та 60 «КамАЗів», 10 комбайнів «Claas Lexion 600».[6]
- Транспортна компанія «Автоера» (м. Одеса) складається з 50 високотоннажних автомобілів «MAN» та «DAF».
- Будівельна компанія «Alebor Real Estate» (м. Одеса).

Компанія надає транспортні послуги з вивезення зерна з поля і забезпечує перевезення від елеватора до всіх портів України.